# Arriërveld
Arriërveld (52° 34′ N, 6° 26′ L) é uma vila dos Países Baixos, na província de Overissel. Arriërveld pertence ao município de Ommen, e está situada a 18 km, a sul de Hoogeveen.
A área de Arriërveld, que também inclui as partes periféricas da cidade, bem como a zona rural circundante, tem uma população estimada em 200 habitantes.